# Ogdensburg (New York)
Ogdensburg è un comune degli Stati Uniti d'America di New York, nella Contea di St. Lawrence.
Si estende su una superficie di 21,1 km² e nel 2010 contava 11.128 abitanti (869,4 per km²).